# Złotnik w warsztacie

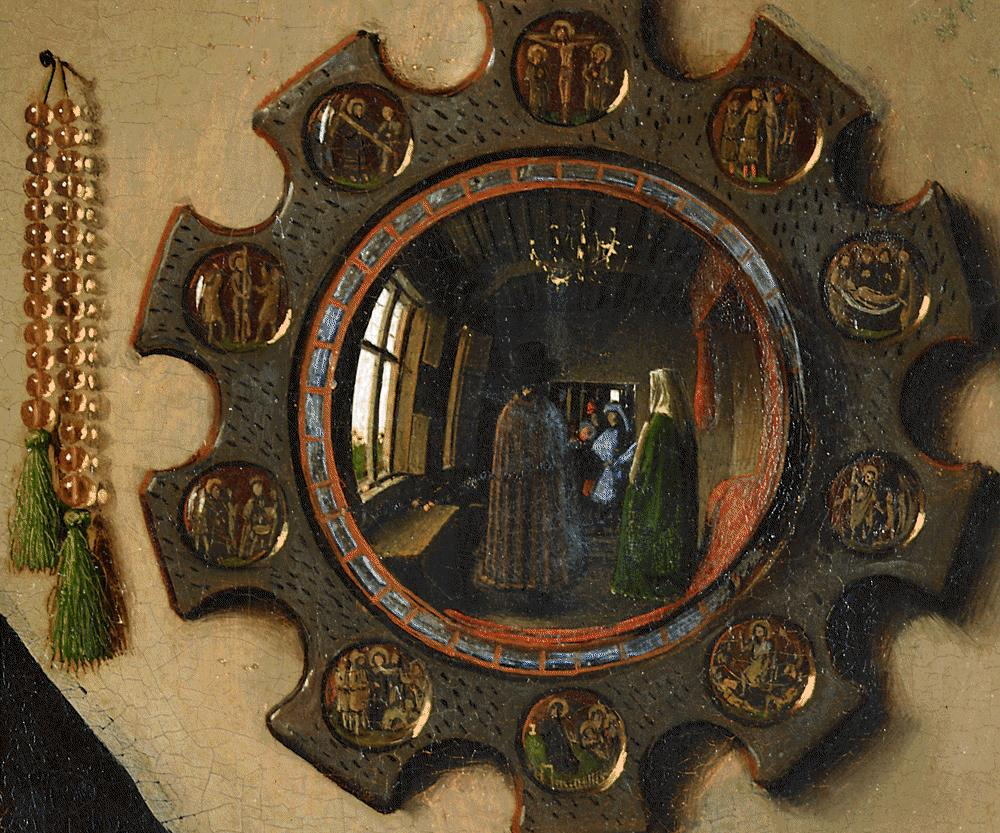
Fragment obrazu Jana van Eycka Portret małżonków Arnolfinich – wypukłe lustro

Złotnik w warsztacie (Św. Eligiusz w warsztacie) (niderl. Een goudsmid in zijn winkel) – obraz olejny flamandzkiego malarza Petrusa Christusa.

## Opis
Obraz został namalowany na zlecenie cechu złotników z Brugii. Przedstawia patrona cechu – św. Eligiusza, złotnika na dworze króla Franków Chlotara II z dynastii Merowingów. Ukazany on został w swojej pracowni podczas ważenia obrączki ślubnej, prawdopodobnie zamówionej przez stojącą po jego lewej stronie parę młodych: Godebertę wraz z narzeczonym. Wokół nich, na półkach i stole, znajdują się liczne przedmioty codziennego użytku, materiały stosowane przez złotnika oraz jego wyroby.
Dzieło Cristusa było jednym z pierwszych w północnym malarstwie niderlandzkim obrazów rodzajowych, ukazujących życie codzienne bogatych mieszkańców Brugii w XV wieku. Widać na nim wyraźne wpływy malarstwa mistrza Jana van Eycka, którego malarz był uczniem. Podobnie jak on, stosował ukryte znaczenia malowanych przedmiotów i scen. Przykładem stojące na stole wypukłe lustro, w którym odbija się scena niezwiązana z pracownią, lecz z placem targowym, położonym gdzieś poza pomieszczeniem. W odbiciu znajdują się postacie dwóch mężczyzn idących przez plac. Jeden z nich trzyma sokoła, co ma nawiązywać do lenistwa jako jednego z siedmiu grzechów głównych – a tym samym zapewne kontrastować z zawodową pracowitością złotnika. Podobny efekt zbliżenia przestrzeni widza do przestrzeni obrazu zastosowano na obrazie van Eycka Portret małżonków Arnolfinich.
Na półce za złotnikiem widoczne jest szklane naczynie przeznaczone do przechowywania hostii (na jego przeznaczenie wskazuje pelikan rozdzierający własną pierś). Jest to alegoria do odkupienia przez śmierć męczeńską Chrystusa.